# La Esfera
La Esfera fue una revista ilustrada editada en la ciudad española de Madrid desde 1914 hasta 1931.

## Historia
Su primer número fue publicado el 3 de enero de 1914. Dirigida durante sus diecisiete años de trayectoria por el malagueño Francisco Verdugo Landi, fue editada por el grupo Prensa Gráfica, cuyo director general fue Mariano Zavala de la Cruz al que también pertenecieron las revistas Mundo Gráfico, Nuevo Mundo y Por esos Mundos, llegando la empresa a acaparar el mercado.

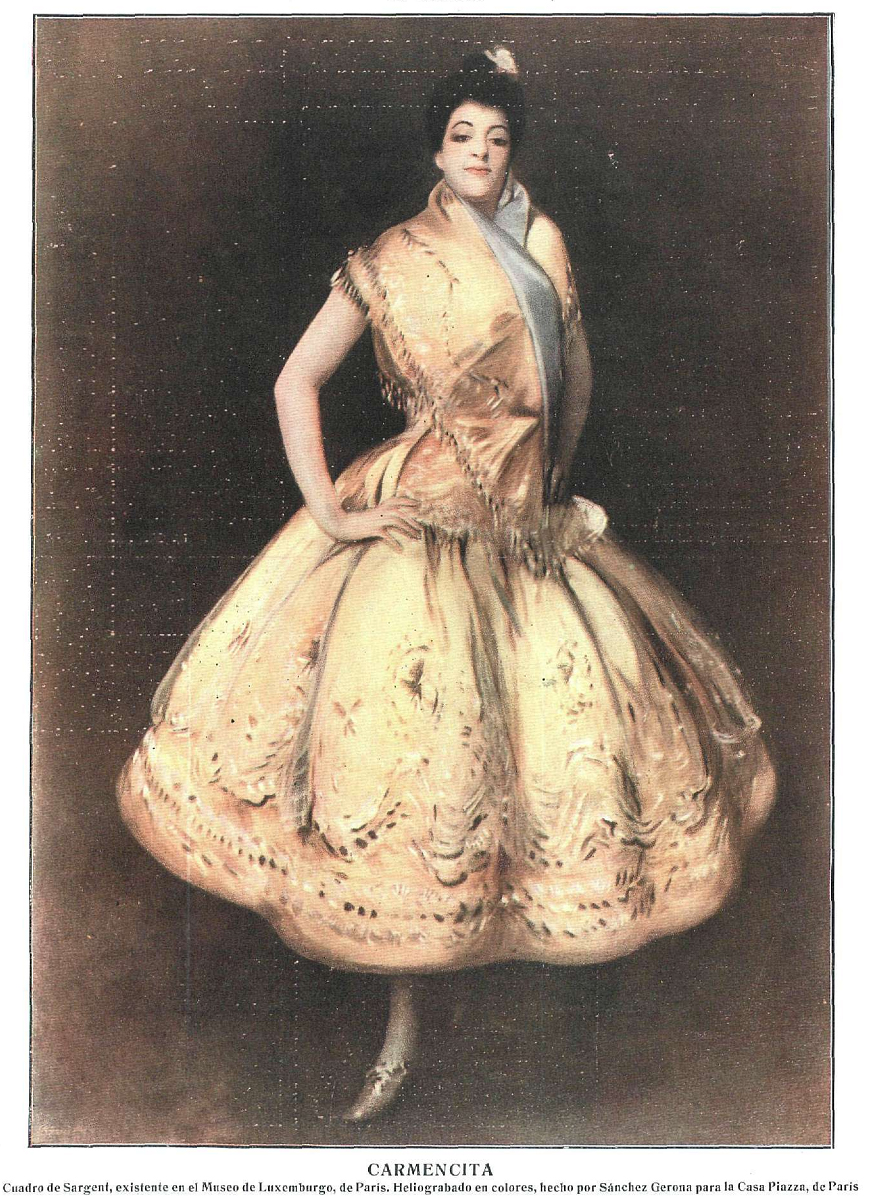
Heliograbado de Carmencita (cuadro original de John Singer Sargent), publicado en 1914 en La Esfera.

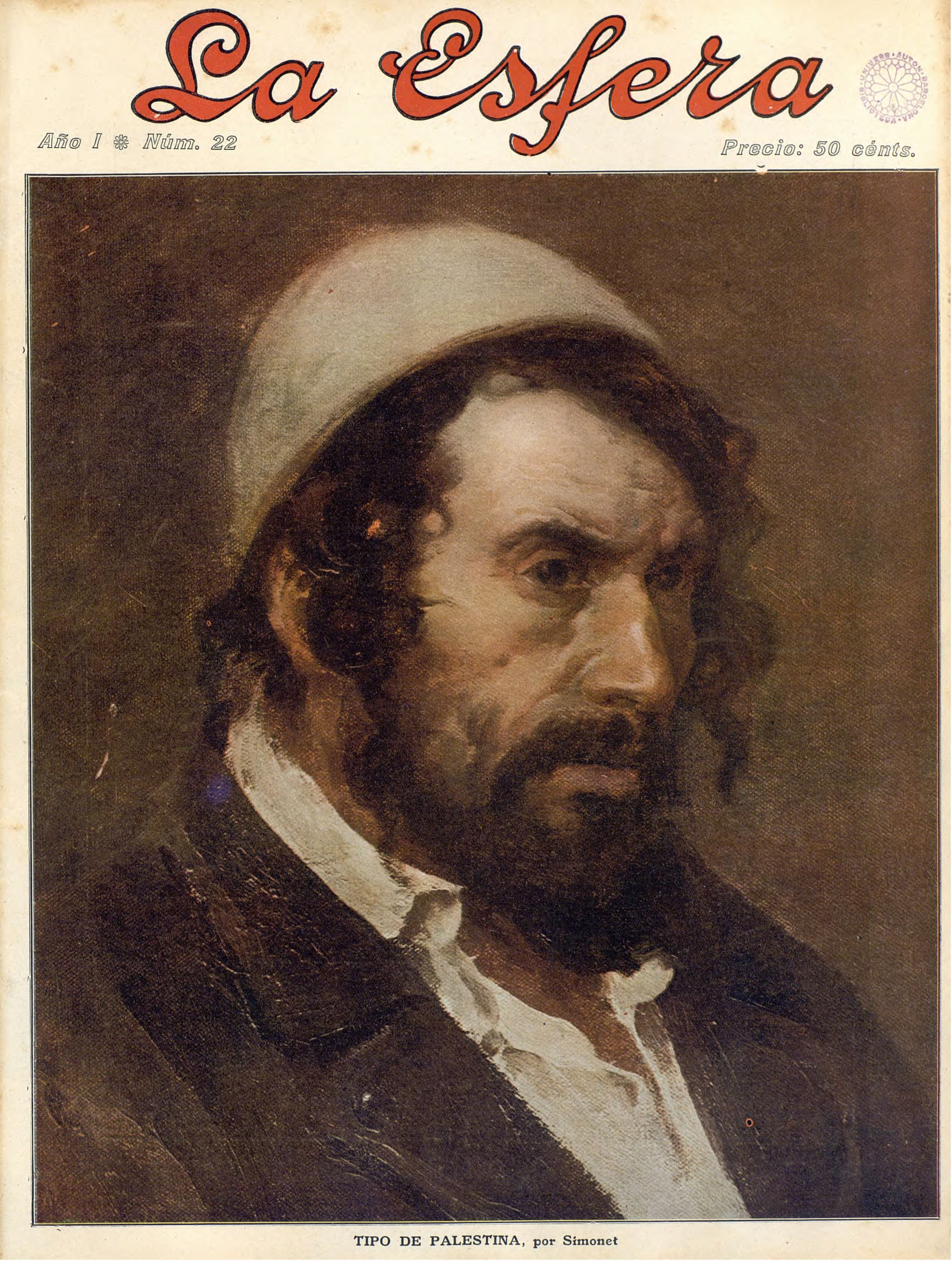
Portada de 1914 con ilustración de Enrique Simonet.

Sufrió la Primera Guerra Mundial, a causa del encarecimiento del precio del papel, con lo que se vio obligada a aumentar el coste de la revista. El último número de La Esfera se publicó el 17 de enero de 1931, coincidiendo con el cambio de gobierno del general Berenguer por Juan Bautista Aznar, próximo a la proclamación de la Segunda República Española.
Se trataba de una revista cara, calificada incluso como «de lujo»: sus primeros números costaban 50 céntimos, que pasarían a ser 60 en el año 1917 para finalmente terminar vendiéndose al precio de 1 peseta a partir de 1920. La revista contaba con excelentes ilustraciones y grabados y una gran calidad de impresión.
La publicación mexicana Novedades llegó a describir a La Esfera de la siguiente manera: «Este semanario figura a la cabeza de las publicaciones gráficas de España y de la América latina. Es una verdadera maravilla artística, no superada por ninguno de los más hermosos periódicos del mundo», según Jean-Michel Desvois habría sido «sin duda la mejor revista publicada en España, aunque su precio exorbitante».

## Colaboradores

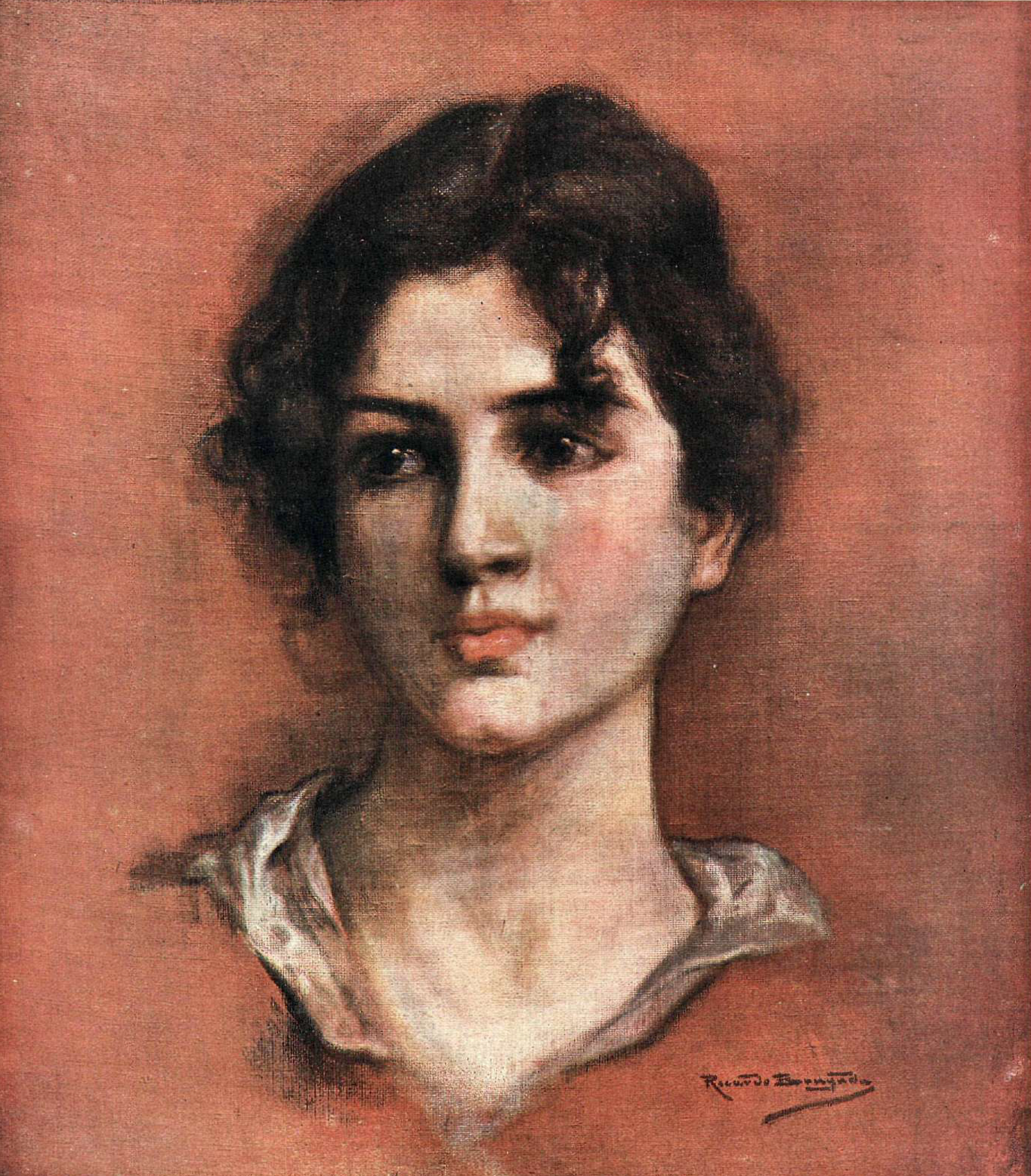
«Serenidad» de Ricardo Brugada (1916)

La revista contó con textos elaborados por autores como Miguel de Unamuno, Ramiro de Maeztu, Jacinto Benavente, Emilia Pardo Bazán, Ramón Pérez de Ayala, Alberto Insúa, Dionisio Pérez, José Francos Rodríguez, José Francés o José María Carretero Novillo.
Entre el grupo de ilustradores contó con colaboraciones de Salvador Bartolozzi, Isidro Fernández Fuentes «Gamonal», Ricardo Marín, Ricardo Verdugo Landi, Federico Ribas, Rafael de Penagos, Enrique Estévez Ochoa o Manuel Bujados.
En la parte fotográfica participaron Christian Franzen, Antonio Cánovas del Castillo «Kaulak», Eduardo Vilaseca, José Luis Demaría López «Campúa», Alfonso Sánchez García «Alfonso», Salazar, Louis Hugelmann, Charles Trampus, Eduardo Rodríguez Cabezas «Dubois», Federico Ballell, Alejandro Merletti, Adolf Mas Ginestà, Manuel Asenjo, Venancio Gombau (1861-1929), Antonio García (1835-1918), Diego Pérez Romero, José Pan Alberto «Panelberto» o dos de los hermanos Calvache: Diego —fallecido en 1919— y Antonio.